# Вальднер, Ян-Уве
Ян-Уве Ва́льднер (швед. Jan-Ove Waldner; род. 3 октября 1965, Стокгольм, Швеция) — шведский игрок в настольный теннис. Экс-первая ракетка мира. Олимпийский чемпион в одиночном разряде (1992). Единственный в истории игрок не из Азии, которому удалось выиграть олимпийское золото в настольном теннисе. Серебряный призёр Олимпийских игр в одиночном разряде (2000). 6-кратный чемпион мира в различных разрядах (1989—2000), обладатель Кубка мира (1990), 11-кратный чемпион Европы в различных разрядах, 7-кратный победитель Евро-Топ-12. Обладатель символического «большого шлема» настольного тенниса, который обеспечивается индивидуальными победами на чемпионате мира, Кубке мира и на Олимпийских играх. Вальднер регулярно признается одним из величайших игроков в настольный теннис всех времен (например, Международная федерация настольного тенниса признала его лучшим игроком XX века).
Одно из прозвищ Вальднера — «Моцарт настольного тенниса».

## Биография

### Детство
Вальднер родился 3 октября 1965 года в Стокгольме. Как и во многих шведских семьях того времени, мать и отец работали. Мать была продавцом в магазине, а отец графическим помощником в газете. Настольным теннисом Ян-Уве начал заниматься в шесть лет. Помимо настольного тенниса, в детстве Вальднер увлекался ещё большим теннисом и футболом, в которых также демонстрировал недюжинные способности. Маленький Ян-Уве, как спортсмен, рос очень быстро. В 9 лет он уже стал чемпионом Швеции в своём возрасте, а в 16 выиграл свой первый автомобиль — Porsche, право сесть за руль которого он получил только через 2 года.

### В юниорах
5 октября 1977 года, через день после своего 12-летия, Ян-Уве дебютировал в высшем дивизионе Шведской лиги по настольному теннису. А спустя несколько недель маленький спортсмен (ростом 140 см) одержал свою первую победу над взрослым спортсменом. В 1979—1980 годах Ян-Уве играл в одиночных финалах на чемпионатах Европы среди кадетов, а в команде в 1980 году стал чемпионом. На юниорских первенствах Европы 1980-83 годах Ян-Уве трижды становился чемпионом в одиночном разряде, трижды — в парном разряде, дважды — в командном разряде и дважды серебряным призёром — в смешанном.

### В профессионалах

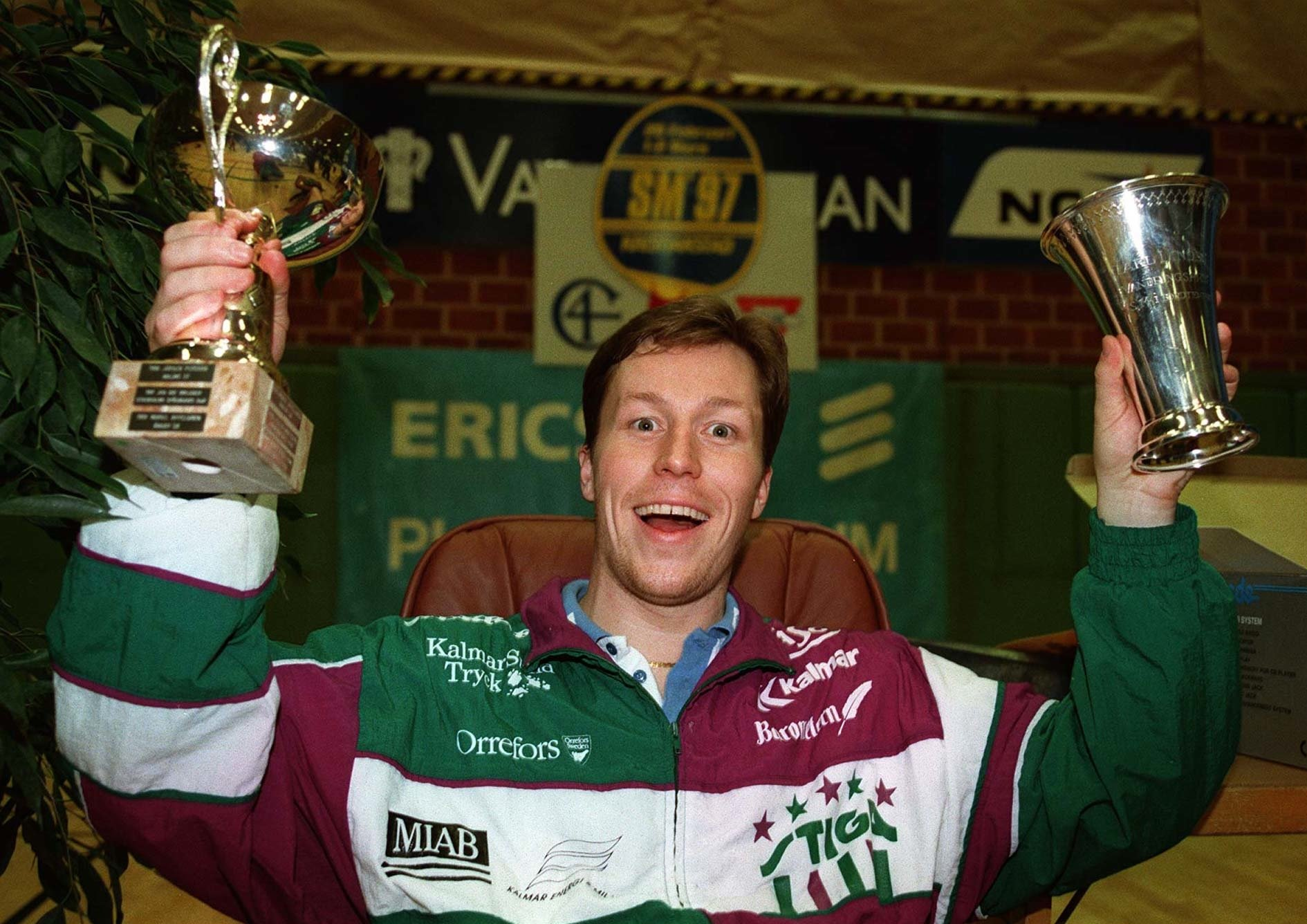
1997 год

На первом же своём чемпионате Европы в 1982 году в Будапеште Вальднер стал одним из героев: 16-летний Ян-Уве, являвшийся на тот момент № 30 в мировом рейтинге, на пути к финалу одержал победу над прославленными Стелланом Бенгтссоном и Тибором Клампаром. В финале Вальднер вёл 2-1 по партиям у своего опытного земляка Микаэля Аппельгрена, однако в итоге уступил со счетом 2-3.
В 1983 году Ян-Уве Вальднер впервые стал чемпионом Швеции, выступал на чемпионате мира в Токио: во всех индивидуальных разрядах Вальднер попал в 16 сильнейших, а в команде получил серебро. В том же году Вальднер впервые сыграл в финале Кубка мира.
В 1984 году в Братиславе молодой спортсмен победил в турнире 12 сильнейших европейских теннисистов — Евро ТОП-12, а также стал серебряным призёром чемпионата Европы в паре. В 1987 году на чемпионате мира Вальднер уступил в финале действующему чемпиону мира Цзян Цзяляну, а в составе шведской сборной завоевал серебряную медаль. На следующем же чемпионате мира в 1989 году в Дортмунде Вальднера ожидал полный успех — золото в одиночном и командном разряде. Команда Швеции установила гегемонию на мировой арене, подтвердив свой титул на двух последующих чемпионатах мира 1991 и 1993 года. В 1990 году Вальднер одержал победу в личном зачёте Кубка мира, а также победил в командном зачёте в составе национальной сборной. В 1991 году Вальднер в третий раз вышел в финал чемпионата мира в одиночном разряде, где уступил своему соотечественнику и товарищу по команде Йёргену Перссону.
В 1992 году Вальднер вписал своё имя в олимпийскую историю, став олимпийским чемпионом Барселоны в одиночном разряде (единственное золото сборной Швеции во всех видах спорта на Играх в Барселоне). За весь турнир в 7 матчах Вальднер проиграл всего одну партию — Йёргу Росскопфу в четвертьфинале. В 1996 году на чемпионате Европы в Братиславе Вальднер победил в личном, парном и командном разряде. В 1997 году на чемпионате мира в Манчестере Вальднер победил в одиночном разряде, не проиграв ни одного сета за весь турнир, тем самым установив рекорд. В 2000 году Вальднер в составе сборной Швеции в четвёртый раз стал чемпионом мира и выиграл серебро в личном первенстве на Олимпиаде в Сиднее. На Олимпиаде 2004 года в Афинах 38-летний Ян-Уве Вальднер подтвердил свой мировой класс: по ходу турнира он одержал победы над Ма Линем и Тимо Боллем, уступив в полуфинале будущему олимпийскому чемпиону из Южной Кореи Рю Сён Мину.

### Клубная карьера
- 1971-84 Stockholms Spårvägars GoIF, (Швеция)
- 1984-87 ATSV Saarbrücken, (Германия)
- 1987-91 Stockholms Spårvägars GoIF, (Швеция)
- 1991-95 Ängby SK, (Германия)
- 1995-03 Kalmar BTK, (Швеция)
- 2003-05 SV Weru Plüderhausen, (Германия)
- 2005-12 TTC Fulda-Maberzell, (Германия)
- 2012- Spårvägens BTK, (Швеция)

## Результаты на международных соревнованиях

### Олимпийские игры
- 1988 1/4 финала (одиночный разряд)
- 1992 Золото (одиночный разряд)
- 1996 1/8 финала (одиночный разряд)
- 2000 Серебро (одиночный разряд)
- 2004 Четвёртое место (одиночный разряд)

### Чемпионаты мира
- 1983 1/8 финала в одиночном разряде, Серебро в команде
- 1985 1/16 финала в одиночном разряде, Серебро в команде
- 1987 Серебро в одиночном разряде, Серебро в команде
- 1989 Золото в одиночном разряде, Золото в команде
- 1991 Серебро в одиночном разряде, Золото в команде
- 1993 Бронза в одиночном разряде, Золото в команде
- 1995 1/8 финала в одиночном разряде, Серебро в команде
- 1997 Золото в одиночном разряде, Серебро в парном разряде
- 1999 Бронза в одиночном разряде
- 2000 Золото в команде
- 2001 1/8 финала в одиночном разряде, Бронза в команде
- 2003 1/64 в одиночном разряде
- 2004 4 место в команде
- 2005 1/16 в одиночном разряде
- 2006 10 место в команде

### Чемпионаты Европы
- 1982 Серебро в одиночном разряде
- 1986 1/8 финала в одиночном разряде, Золото в команде
- 1988 Бронза в одиночном разряде, Золото в команде
- 1990 1/4 финала в одиночном разряде, Золото в команде
- 1992 1/4 финала в одиночном разряде, Золото в команде
- 1994 Серебро в одиночном разряде, Серебро в команде
- 1996 Золото в одиночном разряде, Золото в команде
- 2000 Золото в команде
- 2002 Золото в команде
- 2004 1/8 финала в одиночном разряде

### Прочие достижения
- Победитель Кубка Мира (одиночный разряд) — 1990
- Победитель Кубка Мира (командный разряд) — 1990
- Победитель ТОП-12 — 1984, 1986, 1988, 1989, 1993, 1995, 1996
- Чемпион Швеции (одиночный разряд) — 1983, 1984, 1986, 1989, 1991, 1996, 1997, 2006, 2010
- Чемпион Швеции (парный разряд) — 1981, 1982, 1986 1988, 1991, 1992, 1994, 1999
- Победитель 4 турниров серии ITTF Pro tour (Югославия 1996, Франция 1996, Катар 1997, Япония 1997)

## Признание заслуг
14 марта 1985 году шведская почта выпустила почтовую марку с изображением спортсмена (каталог почтовых марок «Михель» Nr. 1326). Марка была приурочена к чемпионату мира по настольному теннису 1985 г. в шведском Гётеборге.
В 1989 году Вальднер в составе сборной Швеции по настольному теннису за победу в командном турнире чемпионата мира был награждён золотой медалью (Svenska-Dagbladet-Goldmedaille), вручаемой ежегодно с 1925 года газетой Svenska-Dagbladet за «выдающийся подвиг в шведском спорте за прошедший год».
14 июля 1989 года был награждён стипендией шведской кронпринцессы Виктории, вручаемой ежегодно шведским спортсменам.
В 1992 году спортсмен был награждён золотой медалью газеты Svenska-Dagbladet-Goldmedaille, за победу в одиночном разряде на летней олимпиаде в Барселоне (1992), и на чемпионате мира (1992).
После серии матчей, проведённых в 1990-е годы против китайских спортсменов, Вальднер стал одним из самых популярных иностранных спортсменов в Китае.
Пользуясь известностью в этой стране, в конце 2004 году он совместно со шведскими хоккеистом Микаэлем Нюландером и пианистом Робертом Уэллсом открыл в Пекине ресторан под названием «W».
Осенью 2013 года Ян-Уве Вальднер стал первым иностранцем, изображённым на почтовых марках Китая.